# Japan i olympiska vinterspelen 2006
Japan deltog i olympiska vinterspelen 2006. Truppen bestod av 110 idrottare, 58 män och 52 kvinnor.

## Medaljer

### Guld
- Konståkning
  - Damer: Shizuka Arakawa